# Пасечник, Артём Спиридонович
Артём Спиридонович Пасечник (31 декабря 1913, село Байдаково — 11 марта 1940, Финляндия) — Герой Советского Союза, военком эскадрильи 44-го истребительного авиационного полка (54-я истребительная авиационная бригада, ВВС 7-й армии, Северо-Западный фронт), старший политрук.

## Биография
Родился 31 декабря 1913 года в селе Байдаково, в семье крестьянина. Украинец. Член ВКП(б) с 1938 года. Окончил 7 классов. Работал счетоводом в сельсовете.
Проходил службу в Красной Армии в 1931—1933 годах. Повторно был призван в 1934 году. В 1937 году окончил Сталинградскую военно-авиационную школу лётчиков.
Участник советско-финской войны 1939—1940 годов. В ходе боевых действий Пасечник совершил несколько боевых вылетов на территорию Финляндии. Им было уничтожено несколько финских паровозов, эшелонов, автомашин.

## Гибель
11 марта 1940 года при штурмовке финского эшелона был подбит самолёт командира эскадрильи Приёмова. Лётчик совершил вынужденную посадку на территории противника. Младший лейтенант Тюрин посадил рядом свой истребитель, но при взлёте самолёт разбился. Тогда комиссар эскадрильи Пасечник организовал новый вылет для спасения командира. При взлёте самолёт комиссара был сбит финскими зенитчиками. Пасечник, Тюрин и Приёмов на земле приняли бой. Приёмов погиб, Тюрин застрелился, а Пасечник тяжело раненый попал в плен и погиб под пытками. Комиссар погиб, спасая жизни командира и подчинённого. Только после того, как район был занят советскими войсками, тела воинов были захоронены.
Указом Президиума Верховного Совета СССР от 7 апреля 1940 году «за образцовое выполнение боевых заданий командования на фронте борьбы с финской белогвардейщиной и проявленные при этом доблесть и мужество» старшему политруку Пасечнику Артёму Спиридоновичу присвоено звание Героя Советского Союза (посмертно). Этим же указом высокое звание присвоено лётчику Тюрину.
Награждён орденом Ленина (07.04.1940, посмертно).
Похоронен в районе ж.д. станции Горелово Ленинградской области (ныне муниципальный округ Горелово Санкт-Петербурга), на территории бывшей деревни Торики, к западу от железнодорожной станции Горелово.

## Память
- В 1982 году именем Героя Советского Союза Пасечника А. С. названа улица в Ленинграде (Санкт-Петербурге) — улица Политрука Пасечника.
- Вокруг могилы обустроен сквер.Могила Героя Советского Союза Пасечника Артёма Спиридоновича в городе Санкт Петербурге